# Cryptolabis (Cryptolabis) parrai
Cryptolabis (Cryptolabis) parrai is een tweevleugelige uit de familie steltmuggen (Limoniidae). De soort komt voor in het Neotropisch gebied.